# 上坤地產
上坤地產集團有限公司（港交所：6900）是一間中國房地產開發公司，成立於2010年。
2020年11月，上坤地產在香港進行公開招股，以每股1.7至2.5港元發行5億股，集資最多12.5億港元。上坤地產招股價最終訂2.28港元。
2022年11月2日，上坤地產因發行的優先票據違約而停牌。